# Me hipnotizas
"Me Hipnotizas" é uma canção da cantora e atriz mexicana Anahí, gravada para seu quinto álbum de estúdio, Mi Delirio (2009). Foi composta pela cantora mexicana Gloria Trevi e produzida por Gil Cerezo e Ulises Lozano. A canção foi lançada como segundo single do álbum em 16 de março de 2010, através da Capitol Records.

## Divulgação
Anahí performou a canção pela primeira vez nos programa mexicanos En Familia con Chabelo e Muévete. Logo após a canção foi divulgada em festivais como El Evento 40 Toluca e El Evento EXA Aguascalientes. Na Mi Delirio World Tour a canção entrou na segunda parte Europa, pois até então era desconhecido o segundo single. Para ajudar na divulgação, Anahí fez um show acústico em Tuxtla, México, e um especial para TV. Me Hipnotizas foi considerada a música latina do ano, devido a votação no Orgullosamente Latino.

## Vídeo musical
O vídeo de "Me Hipnotizas" começou a ser filmado em abril de 2010, na cidade de Los Angeles. Segundo o Reporter Hollywood, Anahí viveria várias personagens no vídeo. Dirigido por Ricardo Moreno, este clipe contou com as ideias de Anahí para sua idealização, e é repleto de efeitos visuais. Foi lançado mundialmente no dia 1º de junho de 2010 nas MTV's da América Central e nos Estados Unidos, assim como foi lançado nesse mesmo dia no Anahí Channel One, canal oficial da cantora no YouTube e posteriormente no sistema Vevo da EMI. Em 2017, o vídeo musical foi transferido pro canal Vevo da cantora.

## Faixas
| Download Digital |                 |                |                          |         |  |
| N.º              | Título          | Compositor(es) | Produtor(es)             | Duração |  |
| 1.               | "Me Hipnotizas" | Gloria Trevi   | Gil Cerezo Ulises Lozano | 3:51    |  |

## Prêmios e indicações
A faixa foi indicada a "Canção Latina do Ano" no Orgullosamente Latino, onde venceu a categoria.
| Ano  | Prêmio                | Categoria            | Resultado |
| ---- | --------------------- | -------------------- | --------- |
| 2010 | Orgullosamente Latino | Canção Latina do Ano | Venceu    |
| 2010 | Music Pock Awards     | Video Pop            | Venceu    |
| 2010 | Music Pock Awards     | Canção do Ano        | Venceu    |
| 2010 | Music Pock Awards     | Video do Ano         | Venceu    |
| 2010 | Monitor Latino        | Revelação do Ano     | Indicada  |

## Desempenho
| Tabelas musicais (2011) | Melhor posição |
| ----------------------- | -------------- |
| México - AMPROFON       | 11             |